# Дегль, Сильви
Сильви Дэгль (фр. Sylvie Daigle; род. 1 декабря 1962 года, Шербрук, Квебек) — канадская конькобежка и шорт-трекистка. Олимпийская чемпионка 1992 года в шорт-треке, была знаменосцем Канады на открытии Игр. Серебряный призёр Олимпийских игр 1994 года в шорт-треке. Многократная чемпионка мира, в том числе 5-кратная абсолютная чемпионка в 1979, 1983, 1988, 1989 и 1990 годов.

## Биография
Сильви Дэгль была самым младшей из шести детей в своей семье. В возрасте 9 лет она отправилась на местную ледовую арену, чтобы записаться в женскую хоккейную команду. Однако узнав, что тренер хочет создать конькобежную команду, решила пойти туда. К 17 годам Дэгль стала трёхкратной золотой медалисткой зимних игр Канады по конькобежному спорту на дистанциях 500, 1000 и 1500 метров.
В 1979 году она стала впервые абсолютной чемпионкой мира по шорт-треку на чемпионате мира в Квебеке, а уже в следующем году участвовала  на Олимпийских играх в Лейк-Плэсиде в конькобежном спорте, где лучшее её место было 19-м на дистанции 500 метров.
Пропустив 2 года, она в 1982 году на чемпионате мира в Медоне выиграла два золота в беге на 500 м и в эстафете, а также серебро в беге на 1000 м, в итоге заняла 3-е место в личном многоборье, уступив 1-е место подруге по команде Мариз Перро.
В 1983 году Дэгль вновь стала абсолютной чемпионкой мира на чемпионате мира в Токио, став первым человеком, выигравшим все шесть доступных титулов, и в том же году была награждена призом Элейн Таннер, который присуждается лучшему спортсмену-юниору Канады. Это был уже второй её трофей, раннее Сильви получила его в 1979 году.
На Олимпийских играх в Сараево Дэгль смогла подняться только на 20-е место на 500-метровке. В апреле того года на очередном чемпионате мира в Питерборо стала 2-й в абсолютном зачёте, выиграв серебро в беге на 500 м и заняв 1-е место в суперфинале на 3000 м, и также в эстафете поднялась на 1-е место.
В сезоне 1985 года ей сделали две операции на колено, после чего она прекратила выступления в конькобежном спорте и полностью переквалифицировалась на шорт-трек. Дэгль перенесла ещё одну операцию на колено в 1987 году и после 3-х лет вернулась в шорт-трек. В феврале 1988 года на чемпионате мира в Сент-Луисе выиграла третий титул абсолютной чемпионки, выиграв пять золотых медалей.
Через несколько дней на Олимпийских играх в Калгари, где шорт-трек был показательным видом спорта, она выиграла золото на 1500 м, серебро на 1000 м и на 3000 м, бронзу на 500 м и в эстафете. В том же году она получила свою очередную награду — спортсменка года в конькобежном спорте Канады, следующие получила в 1989 году, а в 1991 году разделила эту же награду с Натали Ламбер. В тогда же её имя внесли в Канадский олимпийский зал славы.
В 1989 и в 1990 году завоевала ещё дважды титул абсолютной чемпионки мира по шорт-треку на чемпионатах мира в Солихалле и Амстердаме. В марте 1991 года на чемпионатах мира в Сиднее она за долгое время уступила 1-е место Натали Ламбер, заняв в итоге 2-е место в многоборье.
На Олимпийских играх в Альбервилле она добилась своего величайшего олимпийского успеха. Помимо того, что была выбрана в качестве знаменосца Канады на церемонии открытия, Дэгль выиграла золотую медаль в эстафете, а в личной гонке была серьезным соперником на дистанции 500 м, но финишировала 18-й после столкновения с американской фигуристкой Кэти Тёрнер во время предварительного раунда.
После игр она выиграла золото в эстафете на чемпионатах мира в Денвере, а через 2 года в 1994 году повторила победу на чемпионатах мира в Гилфорде.
На Олимпийских играх в Лиллехаммере в феврале 1994 года Дэгль выиграла серебро с командой в эстафете. В том же году она ушла из спорта, и тренировала будущего олимпийского чемпиона Марка Ганьона в течение 8-и лет. В 1998 году она получила медицинскую степень в Монреальском университете и стала врачом отделения неотложной помощи. В 2006 году в её родном городе Шербруке была установлена статуя, изображающая Дэгль в позе конькобежца.

## Награды
- 1979, 1983 года - приз Элейн Таннер (лучшая Канадская спортсменка-юниорка) [1]
- 1985, 1988, 1989, 1991 года - названа спортсменкой года Канадской Ассоциацией конькобежцев [2]
- 1990 год - трофей Велмы Спрингстед (выдающаяся спортсменка Канады)[3]
- 1991 год - введена в Зал славы Канадского Олимпийского комитета [4]